# エッジコート・ムーアの戦い
エッジコート・ムーアの戦い（Battle of Edgecote Moor）は、薔薇戦争中の1469年7月26日、イングランドのオックスフォードシャーのバンベリー（Banbury）の北東9.5kmのところで行われた戦闘である。実際の戦場はノーサンプトンシャーのデーンズムーア（Danes Moor）で、チャーウェル川（River Cherwell）の支流を横断する辺りで行われた。この戦いで、ウォリック伯が国王エドワード4世と戦った。

## 戦闘の経緯
それまでの戦いにおいて、ウォリック伯はエドワード4世を玉座に就けるために尽力したヨーク派の功労者の1人であった。だが1469年にはエドワード4世と袂を分かち反乱を起こした。タウトンの戦いにおける勝利から8年経って、明らかに事態は変わっていたのである。

### 外交方針の相違とウッドヴィルの存在
実際、タウトンの戦いの後、数年間は国政はウォリック伯に委ねられていた。1464年、ウォリック伯はランカスター派擁護を標榜するフランスとの外交交渉の真っ只中にいた。彼はこの外交問題は、エドワード4世がフランスの王女と結婚する事で解決できると考えていた。ウォリック伯はフランス国王ルイ11世にフランス王女との結婚をもちかけて交渉を進めたが、間もなく衝撃的な事実が知らされて大恥をかく事になる。実は、エドワード4世はその半年前に平民であるエリザベス・ウッドヴィルと密かに結婚していたのである。後々、エリザベス・ウッドヴィルの兄弟姉妹はイングランド中の有力貴族と結婚していく。 これらの結婚の多くが何らかの形でウォリック伯の心象を害した。少なくともそのうちの1つは、彼の家名に泥を塗るものだった。

### ウォリック伯の影響力の縮小
ウォリック伯は、自分の娘イザベル・ネヴィルをクラレンス公ジョージと結婚させるのに、エドワード4世に何度も拒絶された事にも腹を立てていた。エドワード4世はそれが政略結婚以外の何ものでもないと偽善的に指摘した。
ウォリック伯は既に国政に関して、行使どころか影響さえ与えられなくなっていた。増大するウォリックの不満にもかかわらず、エドワード4世と彼の新しい政権は誰も、その不満が反乱に至る程のものとは考えていなかった。しかしウォリック伯としては反乱を起こす動機としては充分であり、ここでウォリック伯の気持ちが反乱に転じた。この反乱の同志として、次期イングランド王を餌に、クラレンス公も加わっていた。

### 反乱の勃発
北方の小さい反乱を鎮圧するため、国王がそちらに向かった。その留守を狙って、ウォリック伯はスパイを使って、エドワード4世が実は私生児であり、クラレンス公こそがヨーク家の正当な後継者であるといううわさを広めた。
北方で、ウォリック伯の部将で「レデスデールのロビン（Robin of Redesdale）」と名乗る人物（実はウィリアム・コンヤーズ卿（Sir William Conyers））が新たな反乱を起こした。この知らせを聞いたエドワード4世は、反乱が容易に鎮められるであろうと少数の兵だけを召集した。だが間もなく彼は、この反乱軍が自分が召集した軍よりも大勢であることを知り、補充兵を集めるためにノッティンガムに向けて後退した。不幸にもエドワード4世にはかつての人気はなく、軍の補充もままならなかった。エドワード4世はノッティンガムで、南から軍を率いてくる、ペンブルック伯とデヴォン伯を待つ事にした。　
7月12日、ウォリック伯とクラレンス公は反乱軍に対する支援を表明した。18日、ウォリック伯は反乱軍を支援するために、軍を率いてロンドンを発った。
反乱軍はウォリック伯に合流するため、急いで国王の軍を迂回して南進した。だがエッジコート・ムーアで、ペンブルク伯・デヴォン伯の軍と遭遇した。両軍は25日に相手の存在に気づき、26日の早朝に戦端を開いた。

## 戦闘の経過
緒戦は、夜のうちに数マイル離れた近隣の村に滞陣したデヴォン伯のウェールズ人弓兵によって、一方的な展開となった。反乱軍は川を渡って攻撃し、ペンブルック伯に後退を余儀なくさせた。ペンブルック伯は後退してもなお攻撃を受けたが、デヴォン伯が到着するまで勇敢にも防ぎぬいた。
午後1時、ペンブルック伯は待ち焦がれていた、「デヴォン伯が全軍を率いて急速進軍」との知らせを受け取った。しかしそれと同時に、ウォリック伯の前衛部隊も戦場に到着したのだ。
これによって反乱軍の士気は直ちに上がった。敵軍の中にウォリック伯軍の姿を見たペンブルク伯軍の兵士たちは、ウォリックの精兵達の力の方が自分たちよりも上であると推測した。国王軍は（恐らくデヴォン伯が到着する前に）四散し、戦場から逃亡した。